# KinKi Kids
KinKi Kids (яп. キンキ キッズ Kinki kizzu); читается Кинки кидз) — японский дуэт состоящий из Коити Домото и Цуёси Домото, созданный агентством Johnny & Associates. Хотя у участников одна и та же фамилия, единственное, что их связывает друг с другом, это то, что они оба родом из региона Кинки, отсюда и название дуэта. KinKi Kids были образованы в 1993 году и официально дебютировала 21 июля 1997 года.
Все синглы группы, начиная с самого первого, попадают на первое место чарта Oricon. Поэтому группа внесена в книгу рекорда Гиннесса как исполнитель с наибольшим количеством синглов номер 1 подряд с момента дебюта. Группа продала более 28 миллионов физических копий, они являются одной из самых продаваемых мужских групп в истории Азии и входят в топ-20 самых продаваемых артистов всех времен в Японии. С 1998 года дуэт провел 58 концертов в Tokyo Dome, что делает их артистами, проводящими наибольшее количество концертов в Dome.

## Участники
- Коити Домото (яп. 堂本光一): род. 1 января 1979 года, в Хиого, Япония
- Цуёси Домото (яп. 堂本剛): род. 10 апреля 1979 года, в Нара, Япония

## Дискография

### Студийные альбомы
- 1997 — A Album
- 1998 — B Album
- 1999 — C Album
- 2000 — D Album
- 2001 — E Album
- 2002 — F Album
- 2003 — G Album: 24/7
- 2005 — H Album: Hand
- 2006 — I Album: ID
- 2007 — Phi
- 2009 — J Album
- 2011 — K Album
- 2013 — L Album
- 2014 — M Album
- 2016 — N Album
- 2020 — O Album

## Приём
В ходе опроса 2006 года людей в возрасте от 10 до 49 лет в Японии, Oricon Style обнаружил, что песня номер один по продажам «Happy Happy Greeting», (608 790 копий) является четвертой по популярности песней на День святого Валентина в Японии. Самой популярной песней был дебютный сингл Саюри Кокусё 1986 года «Valentine Kiss», который разошелся тиражом всего 317 000 копий.

## Концерты
| - Декабрь 1994 — январь 1995 — KinKi Kids Kick off 95 - Март — май 1995 — KinKi Kids Kick off 95 Second Concert - Июль 1995 — Kick off '95 Summer - Декабрь 1995 — январь 1996 — Kinkiraki ni KinKi Kids '96 - Январь — февраль 1996 — Lawson Presents KinKi Kids '96 - Апрель — май 1996 — KinKi Nagoya Tokyo 3 kka Show - Июль — август 1996 — KinKi Kids 96 Natsu da! Zenin Shugō! - Декабрь 1996 — январь 1997 — Show Gattsu Show - Февраль 1997 — Lawson Presents KinKi Kids '97 - Март — май 1997 — KinKi Kiss In Dream Spring Show - Июль — август 1997 — A So Bo Concert - Декабрь 1997 — январь 1998 — Happy Happy Date - Январь — февраль 1998 — Lawson Presents KinKi Kids '98 - Май 1998 — KinKi Kids 98 Spring Concert Happy Happy Date - Июль — август 1998 — Summer Concert '98 - Декабрь 1998 — январь 1999 — Winter Concert '98〜'99 - Июль — август 1999 — Summer Concert '99 - Декабрь 1999 — Winter Concert - Январь 2000 — KinKi Kids Dome Concert「LoveLove2000 in Tokyo Dome」 - Февраль 2000 — 1st Asian Tour KinKi Kids Millennium Concert In Taiwan Hong Kong - Июль — сентябрь 2000 — KinKi Kids Selection Stadium Tour King Of Summer 2000 - Декабрь 2000 — январь 2001 — Domoto Dome de Daininki KinKi Kids concert 2000〜2001 - Май 2001 — KinKi Kids Returns! 2001 Concert Tour in Hong Kong Taipei - Август 2001 — KinKi Kids Film Concert 2001 Summer - Декабрь 2001 — январь 2002 — KinKi Kids Dome Concert 'Minna Genki Kai?' - Декабрь 2002 — январь 2003 — KinKi Kids Dome F Concert 〜Fun Fan Forever〜 | - Май — Июнь 2003 — KinKi Kids Dome F Concert 〜Fun Fan Forever・Eien no Bloods 〜 - Декабрь 2003 — январь 2004 — KinKi Kids 24/7 G Tour - Декабрь 2004 — январь 2005 — KinKi Kids Dome Tour 2004—2005 〜font de Anniversary.〜 - Декабрь 2005 — январь 2006 — KinKi Kids H Tour -Have A Nice Day- - Декабрь 2006 — январь 2007 — KinKi Kids Concert Tour 2006—2007「Harmony of Winter -iD-」 - Июль 2007 — KinKi Kids 10th Anniversary in Tokyo Dome - Декабрь 2007 — январь 2009 — We are Øn' 39!! and U? KinKi Kids Live in Dome 07-08 - Июль — ноябрь 2008 — KinKi Kids Kinkyū Tour KinKi you Concert。 - Ноябрь 2008 — январь 2009 — KinKi Kids Kinkyū Tour KinKi you Concert。Dainidan - Декабрь 2009 — январь 2010 — KinKi Kids concert tour J - Декабрь 2010 — январь 2011 — KinKi Kids 2010—2011 〜Kimi mo Domoto Family〜 - Декабрь 2011 — январь 2012 — King・KinKi Kids 2011—2012 - Декабрь 2012 — январь 2013 — KinKi Kids Concert Thank you for 15 years 2012—2013 - Декабрь 2013 — L album special live - Декабрь 2013 — январь 2014 — KinKi Kids Concert 2013—2014 「L」 - Декабрь 2014 — январь 2015 — KinKi Kids Concert ｢Memories & Moments｣ - Декабрь 2015 — январь 2016 — 2015—2016 Concert KinKi Kids - Сентябрь — ноябрь 2016 — We are KinKi Kids Live Tour 2016 〜Tsuyoshi & Koichi〜 - Декабрь 2016 — январь 2017 — We are KinKi Kids Dome Concert 2016—2017 〜Tsuyoshi&YOU&Koichi〜 - Май 2017 — MTV Unplugged：KinKi Kids - Июль 2017 — KinKi Kids Party!〜Thank you for 20 years〜 - Декабрь 2017 — январь 2018 — KinKi Kids Concert 20.2.21〜Everything happens for a reason〜 - Декабрь 2019 — январь 2020 KinKi Kids Concert Tour 2019—2020 ThanKs 2 You - Декабрь 2020 — X’mas with KinKi Kids gift selection 2020 (Online) - Январь 2021 — KinKi Kids O Shōgatsu Concert 2021 (онлайн) |

## Награды
| Год  | Церемония                            | Награда         | Номинация                                  | Результат |
| ---- | ------------------------------------ | --------------- | ------------------------------------------ | --------- |
| 2000 | 26th Television Drama Academy Awards | Best Theme Song | «Natsu no Ōsama» (Summer Snow)             | Победа    |
| 2003 | 35th Television Drama Academy Awards | Best Theme Song | «Solitude: Shinjitsu no Sayonara» (Remote) | Победа    |